# ノースウエスト航空

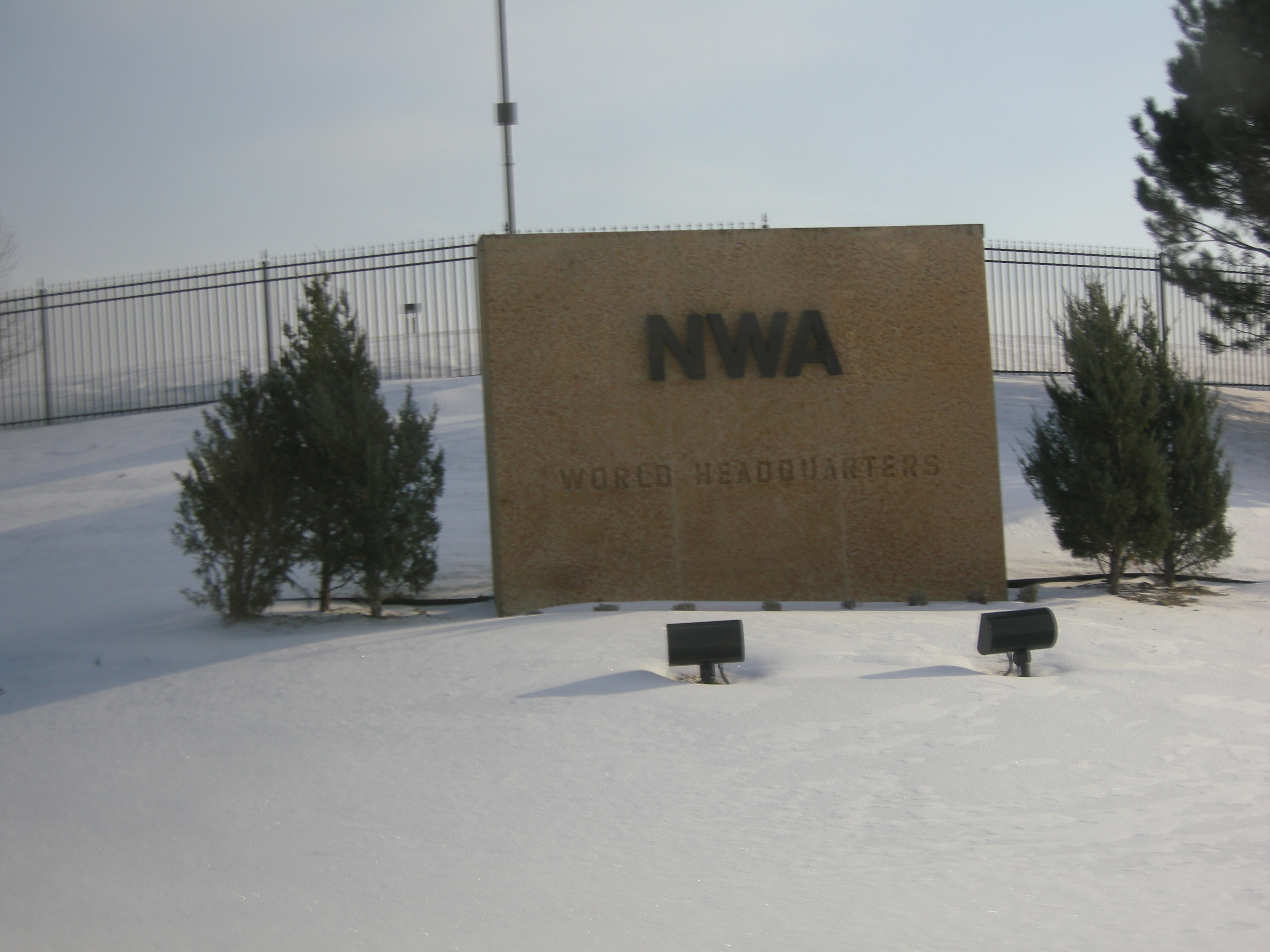
ノースウエスト航空の本部

ノースウエスト航空（ノースウエストこうくう、Northwest Airlines, Inc.）は、かつてアメリカ合衆国ミネソタ州イーガン（ミネアポリス・セントポール郊外）に本部をおいていた航空会社。2008年にデルタ航空と経営統合し、2010年1月31日をもってデルタ航空となった。

## 概要

### 社名

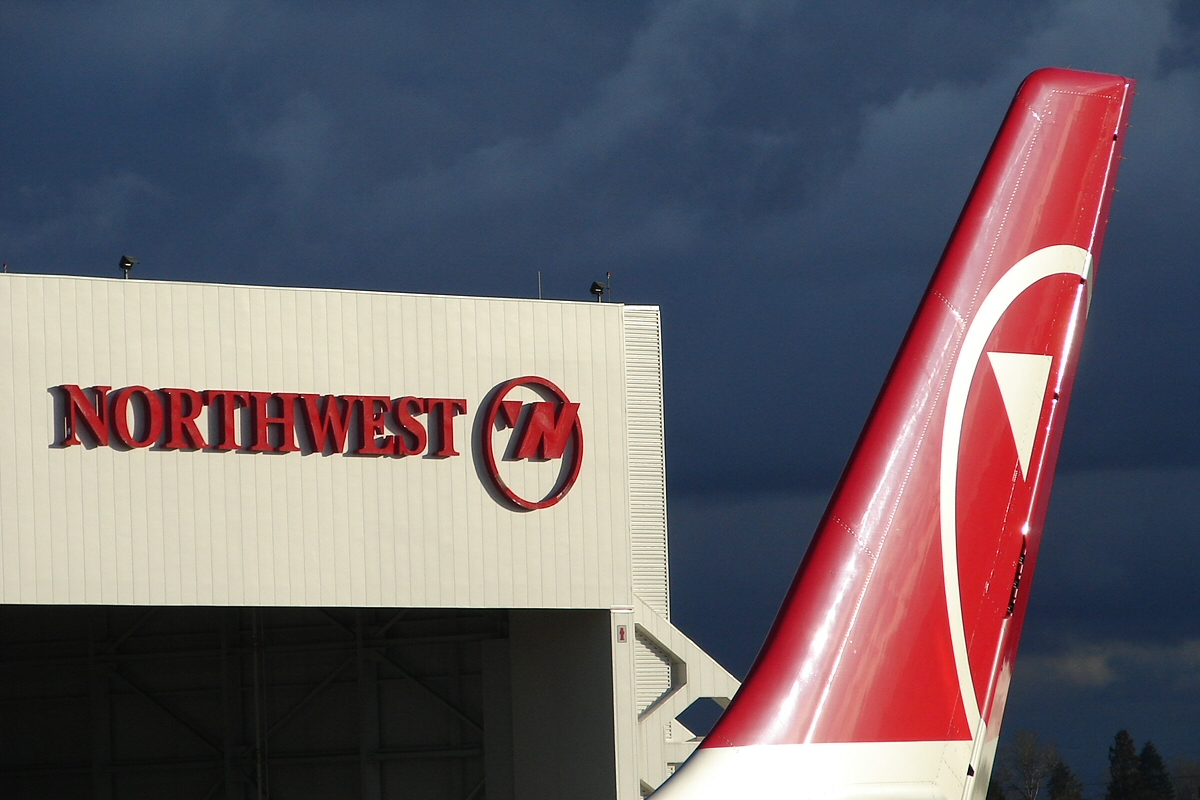
ノースウエスト航空のロゴと尾翼

社名は「ノースウエスト」(Northwest) だが、本社がアメリカの北西部にあるわけではない。創業時に初めての定期便を飛ばした路線が北部中西部（旧北西部領土：Northwest Territory）のイリノイ州シカゴとミネソタ州ミネアポリスを結ぶ航空郵便路線だったことから、これが社名に選ばれた。またノースウエスト航空はアメリカ本土から日本を始め東アジア各国に定期便を就航させた草分けであったことから、一時社名を「ノースウエスト・オリエント」としていた時期もあったが、登記上の正式名は「ノースウエスト」のままで変わることはなかった。

### 日本との関わり
第二次世界大戦後、日本航空（JAL）の設立時の運航を受託した他、東京のみならず大阪や名古屋など複数都市に就航するなど、外資系航空会社の中で、日本との結びつきは強く、2007年度で太平洋路線就航から60周年を迎えた。
「インカンバント・キャリア」として、日本経由に対して無制限の以遠権を有していて、アジア太平洋地区における最大の拠点として成田国際空港をハブ空港としていた。日本支社はアメリカ国外の支社としては充実した体制で、客室乗務員基地や機内食工場だけではなく、運航管理部門やラディソンホテル成田も設置し、アジア太平洋地区における、あらゆる業務を行うことから「第2の拠点」とさえ言われていた。
整備部門を例にすると、200名近い要員を配置し、修理やエンジン交換も日本で行うことが多かった。特にボーイング747用のエンジンは常時4基の予備エンジンを確保しており、整備レベルの高さは社内でも有名で、アメリカ本国からボーイング747の修理のために日本へフェリーフライトさせたり、日本支社の整備担当者が、アジア地区の就航地へ出張することも多かった。
成田国際空港のB滑走路でも離着陸可能な機材として、2002年4月18日から2003年10月15日まではエアバスA320を、2003年9月30日以降はボーイング757を、成田国際空港からアジア地区への路線に使用するために常駐させる運用を行っていたが、これは前述のような日本支社の体制により実現した。
1997年11月に日本エアシステム（JAS）とマイレージサービスの提携を開始。1999年～2000年にはコードシェア便としてJASの関西国際空港発着路線にノースウエスト便名を、ノースウエストの成田発着北米路線（ニューヨーク、サンフランシスコ、ロサンゼルス、シアトル）にJAS便名を付け、関空発着路線の少ないノースウエストと北米線を持たないJAS進出の橋頭保とした。しかし、JASが2002年10月に日本航空と経営統合し、北米路線の提携航空会社がアメリカン航空に集約されたことから、JASとノースウエストとの提携関係は途絶えた。

## 歴史

### 設立と発展
ノースウエスト航空は1926年9月1日にノースウエスト・エアウェイズ (Northwest Airways) として創立し、使用機材442機のアメリカ第5位の航空会社となっていた。設立当初は郵便の航空輸送などを請けていた。実際に旅客輸送が開始されたのは1927年のことである。
1934年には、Northwest Airlines, Incとして改組した。

### 戦時の軍事輸送と規模の拡大
1941年2月14日には株式上場を果たし、初の株式公募を行った。
第二次世界大戦中にはアメリカの戦場優先の考えに基づいて、アラスカをはじめとする多くの地域に軍事輸送を行う。その軍事輸送プログラムは特殊プログラムも含め、合計で11にも上った。このプログラムを行うにつれ、ノースウエスト航空の社員数は急増した。また、この軍事輸送プログラムに多くの保有機を当てたことから、一時はアメリカ国内の小都市への運航便を停止することとなった。
戦後まもない1948年には、保有機すべての尾翼が赤く塗り立てられ、これがノースウエスト航空の大きなトレードマークとなった。
また1940年代には、それまでノースウエスト航空が対象としてきたアメリカと日本の北太平洋地域の狭い範囲だけではなく、さらに中華民国や独立したばかりの韓国などへも運航便を開始した。

### 運航路線のジェット化
1950年代後半には多くの保有機を、プロペラ機からジェット機へ機種変更した。中でもロッキード L-188は多く保有していた。
1960年には初の本格的なジェット旅客機であるDC-8を導入した。これにより、ノースウエスト航空が運航する多くの長距離路線の輸送時間が大幅に短縮されることとなった。また、1961年にはDC-8に加えてボーイング720を、1963年にはボーイング707-320を引き続き導入している。
1970年に入るとボーイング747を導入し、長距離路線をはじめとする多くの路線に就役させた。太平洋路線やアジア路線でも他社に先駆けて7月に東京へ、11月には台北へ747の一番機が乗り入れている。
1972年5月にはDC-10を導入している。1979年には、アメリカの航空業界で規制が緩和されたことにより、新たに数多くの路線運航に参入し、1986年には全米に路線網を持っていた中堅航空会社のリパブリック航空を買収し、国内線を強化した。

### 晩年

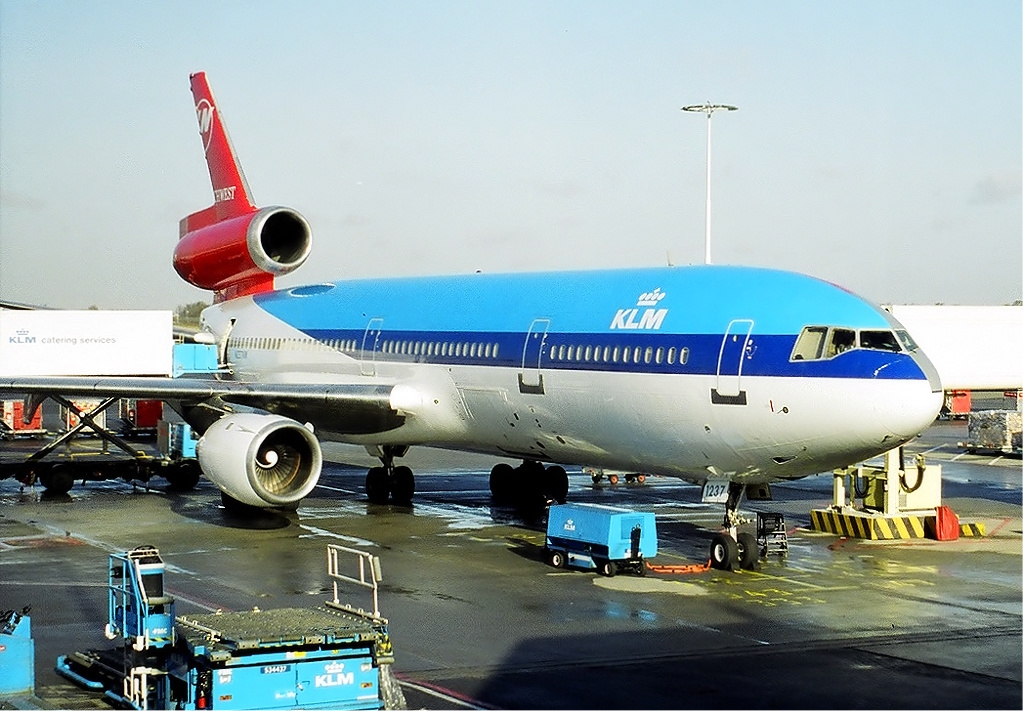
KLMと提携していた際のマクドネル・ダグラスDC-10

1980年代には、ボーイング747-400やボーイング757、エアバスA320などを多数導入した。ボーイング747-400についてはローンチカスタマーとなっている。またこの年代に、新たな国際路線を多数開設している。
1990年、ノースウエスト航空は多額の資金を投じ、サービスなどの向上を目標とするプログラムを実施した。1997年にはノースウエスト航空史上で最高の利益である5億361万ドルを1年間で挙げた。
1997年、日本エアシステム（JAS）とマイレージサービスの提携を開始。1999年よりJASの大阪/関西 - 福岡、大阪/関西－沖縄/那覇線でコードシェア運航を開始した。
2005年、原油価格高騰に伴う燃料費の増加などによって収益が悪化。9月14日、デルタ航空と共に連邦倒産法第11章の適用を申請したが、2007年5月31日に経営再建することとなった。
2006年には、運航停止となったインディペンデンス航空 (Independence Air) の運航権を買収。これをベースに新たに60 - 70席クラスの小型機を運航する子会社コンパス航空 (Compass Airlines) を設立。7月に再建開始。
世界的に拡大している航空連合の基となる国際的提携をKLMオランダ航空と初めて行ったとされる。詳しくはウイングス・アライアンスの項を参照。
2008年6月、原油高の影響により燃費の悪いアメリカ合衆国製旅客機のうち、ボーイング757を14機、DC-9を33機削減することを発表した。

### デルタ航空との合併

デルタ航空とノースウエスト航空

2008年1月にデルタ航空と合併交渉を開始し、同年4月14日に合併合意を発表。同10月29日、アメリカ合衆国司法省が認可したことで両社は即日合併を発表した。
旧ノースウエスト航空の持つアジア太平洋のネットワークと、旧デルタ航空の中南米のネットワークを合わせて両者がお互いに手薄だった路線を引き継ぎ、広範囲な路線網をもつアメリカ最大の航空会社になった。また、従来より提携関係の深いパートナーであるエールフランス - KLMと合わせると大西洋路線でも大きなシェアを持つことになった。
2009年度から「クロス・フリーティング」と呼ばれる、デルタ航空の機材と自社機材を混ぜてお互いの機材をお互いの路線に導入、コードシェアを実施した。2010年1月30日、NW2470便を最後にノースウエスト便名による運航が終了、同時期にウェブサイトも終了となり、デルタ航空との経営統合を完了、正式に社名が消滅し、84年に及ぶ歴史に幕を閉じた。
その後デルタ航空に変わってからも成田ハブの状態はここ最近まで続いたが、日本側にスカイチームのパートナー航空会社が存在しないことや、需要の低下、さらに羽田空港発着枠の問題などが原因で、次第に便数を減らしていった。そして2018年3月、デルタ航空と大韓航空が共同事業を開始、太平洋路線のハブ機能は事実上仁川空港へ移転され、羽田時代を含めて70年以上続いた東京のハブ機能は幕を閉じた。

## 運航路線

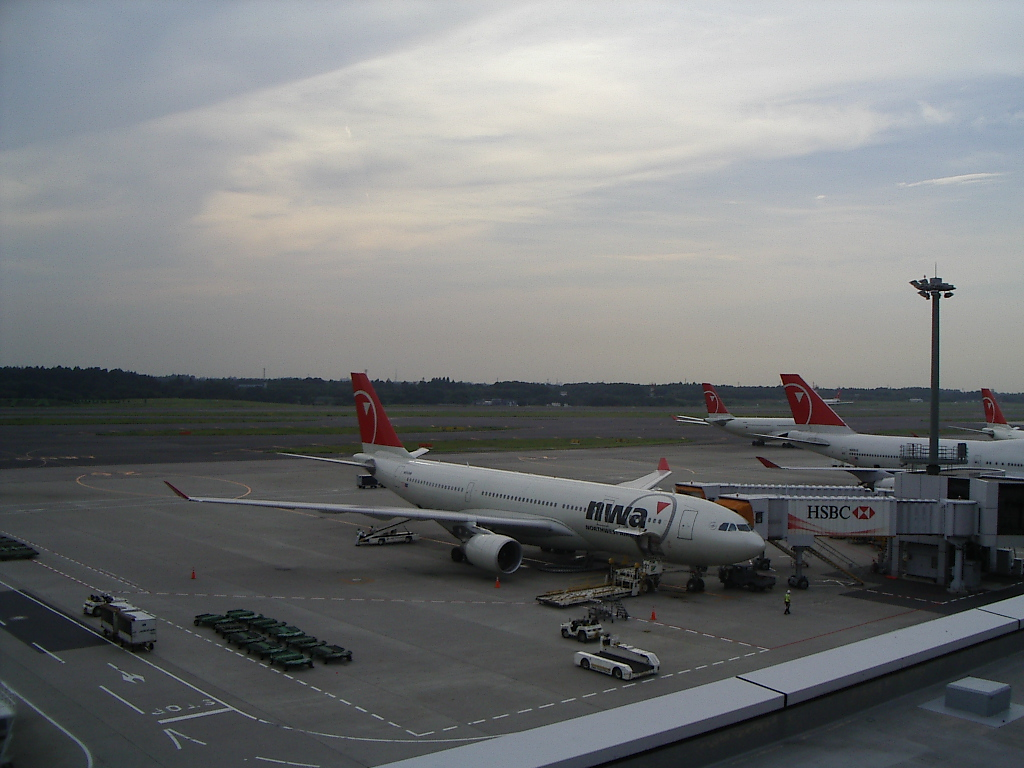
成田国際空港に並ぶノースウエスト航空機

運航されていたシアトル・デトロイト・ミネアポリス・ロサンゼルス・サンフランシスコ・ポートランド・ホノルルなどアメリカ7都市から日本の3都市（=東京・成田、大阪・関西、名古屋・中部）はすべて新デルタ航空便として継承された。また、既得の以遠権を生かすことで、成田国際空港をハブ空港の一つとし、ソウル/仁川、釜山、香港、台北、シンガポール、バンコク、マニラ、北京、上海/浦東や中部からマニラなどへのネットワークも形成し、グアム、サイパンへもデルタ航空便として運航されていた。
以前は成田から広州白雲国際空港、関西から高雄国際空港、クアラルンプール国際空港などへも就航するほどアジアネットワークを広げていたことにより、ノースウエスト航空の日本での知名度は非常に高かった。また古くからムンバイにも乗り入れていたが、こちらは東回りのアムステルダムからの便であった。
なお、大西洋路線では主にアメリカのデトロイト、ミネアポリス、シアトル、ボストン、ポートランドから強固な提携関係のあるKLMオランダ航空のハブ、アムステルダムに路線があり、特にデトロイトからはロンドン・ヒースロー国際空港、ロンドン・ガトウィック空港やパリ、フランクフルトなどにも直行便があり、ミネアポリスからもロンドン・ヒースロー国際空港にノンストップ便を持っていて、大西洋路線でもアメリカとヨーロッパ間のオープンスカイ協定を利用したKLMオランダ航空とのジョイントベンチャーにより、スカイチームのネットワークを充実させていたが、統合後はKLMと同じグループでもあるエールフランスとも緊密な関係を持っている。

## 「赤い尾翼を追え」
かつてパイロットたちの間では「赤い尾翼を追え」(Follow the red tail) という言葉が交わされることがあった。赤い尾翼とは、すなわち赤く塗られたノースウエスト航空機の垂直尾翼のことである。着陸誘導装置などがまだ発達していなかった頃、着陸進入時に悪天候に見舞われて迷ったら、前方でノースウエスト機が着陸態勢を取っていればそれに従えばよい、という意味の教訓である。
なぜノースウエスト機なのかというと、同社のハブ空港はミネアポリスとデトロイトという、アメリカ北部中西部の五大湖沿岸の極めて天候が厳しい土地に位置しており、冬季には湖面から強い北風が吹き込み降雪も多い両空港では、荒天の中での離着陸が日常茶飯事だったからである。その経験から、かつてのノースウエストのパイロットたちは特に天候を見極める技量に長けていたといわれる。また、社内にアメリカ連邦航空局(FAA)公認の気象科を有し、会社が独自に作成した気象情報が提供されていたことも理由の1つである。
コンピュータやエレクトロニクスの進化によって航法や航空管制、そして気象予測が著しく進化した結果、今日では赤い尾翼を追わなくても的確な判断ができるようになったが、それでもこの言葉が使われることが時折ある。アメリカの空港で空港管制官が離陸の順番をパイロットに伝える際に、「ノースウエスト機の後につくように」と言うところを「赤い尾翼を追え」などと言ったりするのがそれである。
そもそも尾翼を赤く塗ったのは、雪の多いミネアポリスとデトロイトで、管制塔から機体が見やすいようにという配慮だったという。2003年にノースウエスト航空はロゴと機体塗装を一新したが、その際も赤い垂直尾翼の伝統だけはしっかり守られている。しかしデルタ航空との合併により、全ての機体がデルタ航空の塗装に変更された。

## ロゴのエピソード

「N」や「W」や「北西を指した方位磁針」などあらゆる見方ができる、ノースウェスト航空の旧ロゴ。

ノースウェスト航空で、2003年まで使用されていたロゴは、実は非常に工夫が施されたものである。一見すると円の中に「N」とだけ書いてあるように見えるが、Nの文字の左にある三角形も含めてよく見ると、「W」にも見えるのである。「ノースウェスト」の英語表記「North West」の頭文字から来ているためである。さらに、円を方位磁針の縁と見ると、三角形（磁針）が左上を向いていることから、「ノースウェスト」の名前の通り、「北西」を指した方位磁針に見ることも可能である。

## コードデータ
- IATA航空会社コード：NW
- ICAO航空会社コード：NWA
- コールサイン：Northwest

## 保有機材
| タイプ            | 機数                                 | 座席数 （ワールドビジネスクラス/エコノミークラスの座席数）  | 備考 |
| ----------------- | ------------------------------------ | ----------------------------------------------------------- | --- |
| ボーイング747-400 | 16機                                 | 403 (65/338)                                                | 2017年に完全退役。 シリーズ初号機のN661USは、2015年9月8日発をもって退役。 2017年よりデルタ航空博物館（アトランタ）に展示。 |
| ボーイング757-300 | 16機                                 | 224 (24/200)                                                | |
| ボーイング757-200 | 55機                                 | 180 (22/158) または 184 (22/162) 国内線 182 (20/162) 国際線 | |
| エアバスA330-300  | 21機                                 | 298 (34/264)                                                | |
| エアバスA330-200  | 11機                                 | 243 (32/211)                                                | |
| エアバスA320-200  | 73機 2機 発注中                      | 148 (16/132)                                                | デルタには69機が移籍。 |
| エアバスA319-100  | 57機 5機 発注中                      | 124 (16/108)                                                | 7機はVIP仕様 |
| ダグラスDC-9-50   | 34機                                 | 125 (16/109)                                                | |
| ダグラスDC-9-40   | 11機                                 | 110 (16/94)                                                 | |
| ダグラスDC-9-30   | 42機                                 | 100 (16/84)                                                 | |
| ボーイング787-8   | 0機 保有 18機 発注中 50機 オプション | 221 (36/185)                                                | |

デルタ航空との経営統合前では、アメリカの航空会社として最も多くのエアバス社製旅客機（エアバスA319、エアバスA320、エアバスA330-200・エアバスA330-300）を運航していた。なお、ノースウエスト航空が発注したボーイング社製航空機の顧客番号（カスタマーコード）は51で、航空機の形式名は747-151, 747-251, 747-451 などとなる。

## 画像

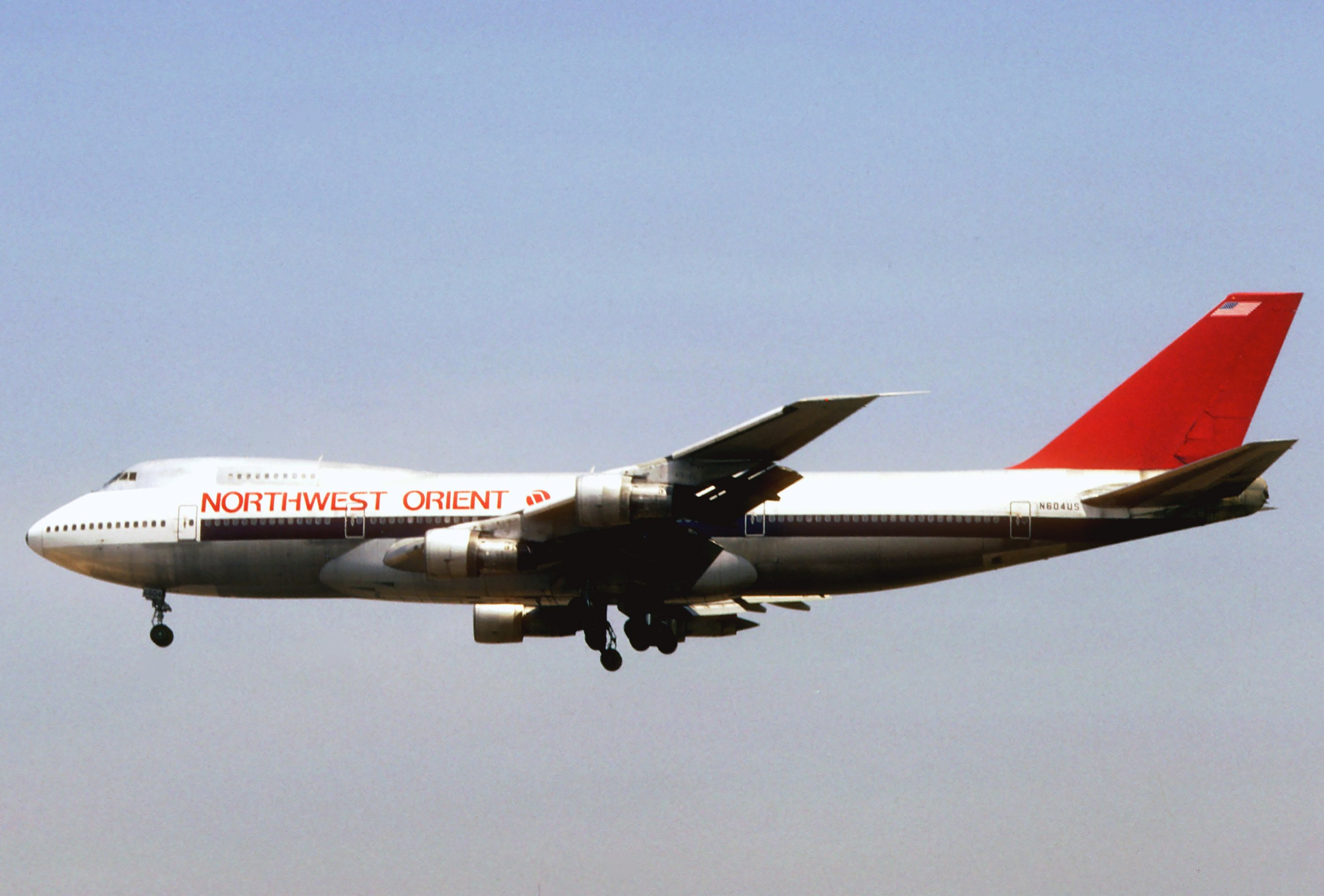
ボーイング747-100
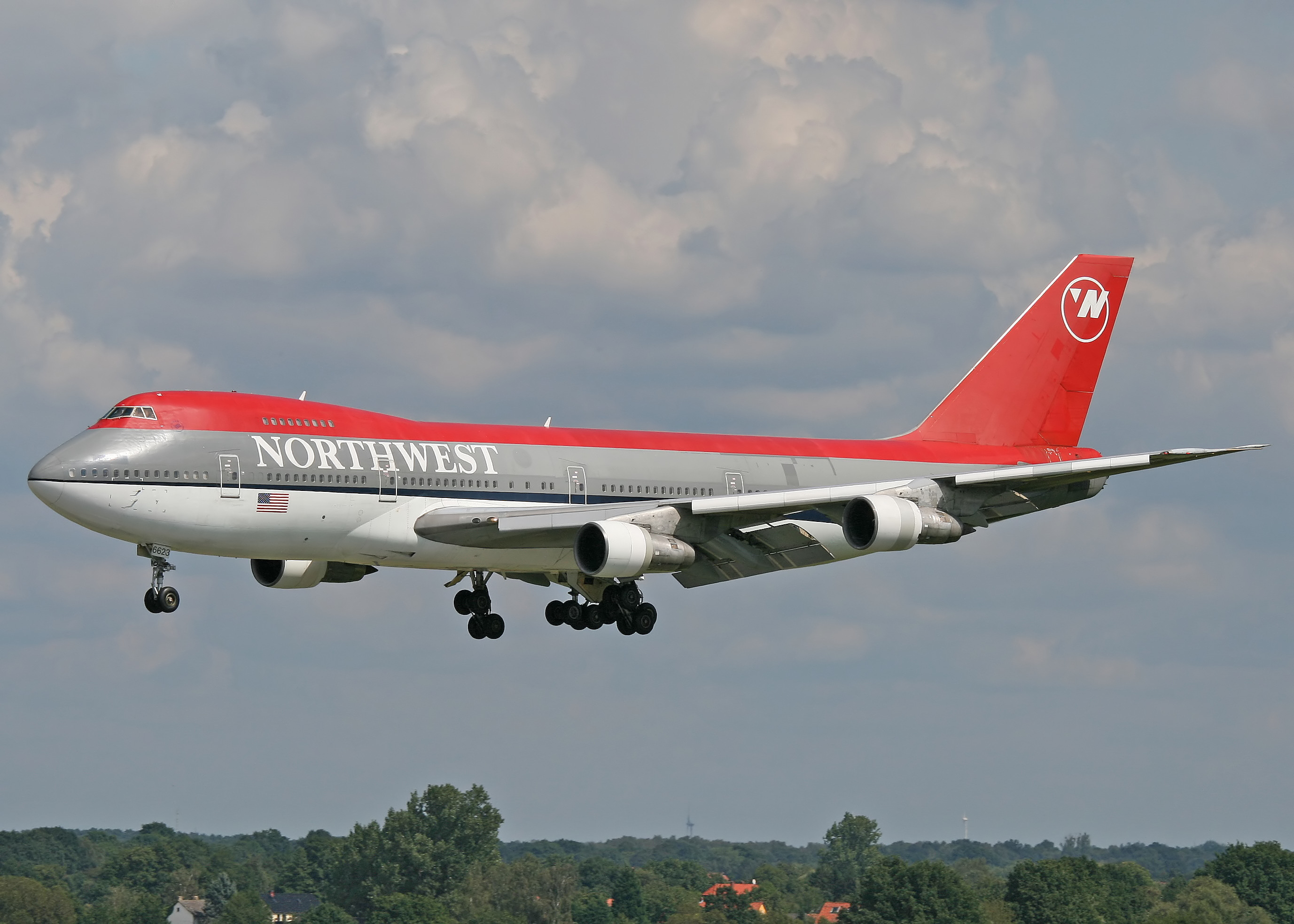
ボーイング747-200
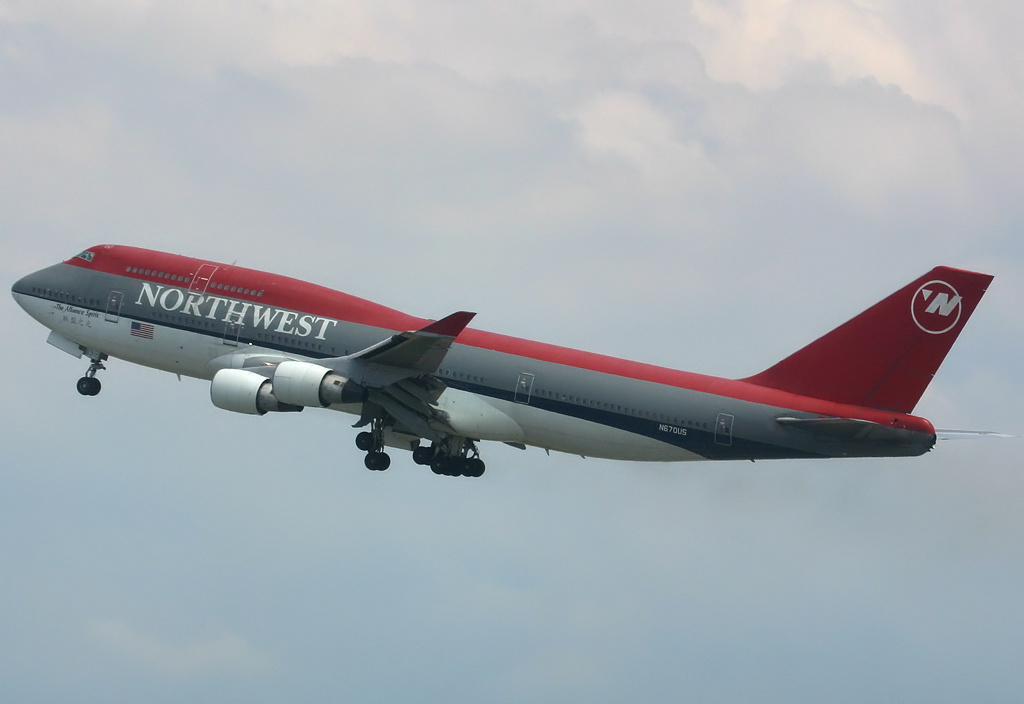
ボーイング747-400
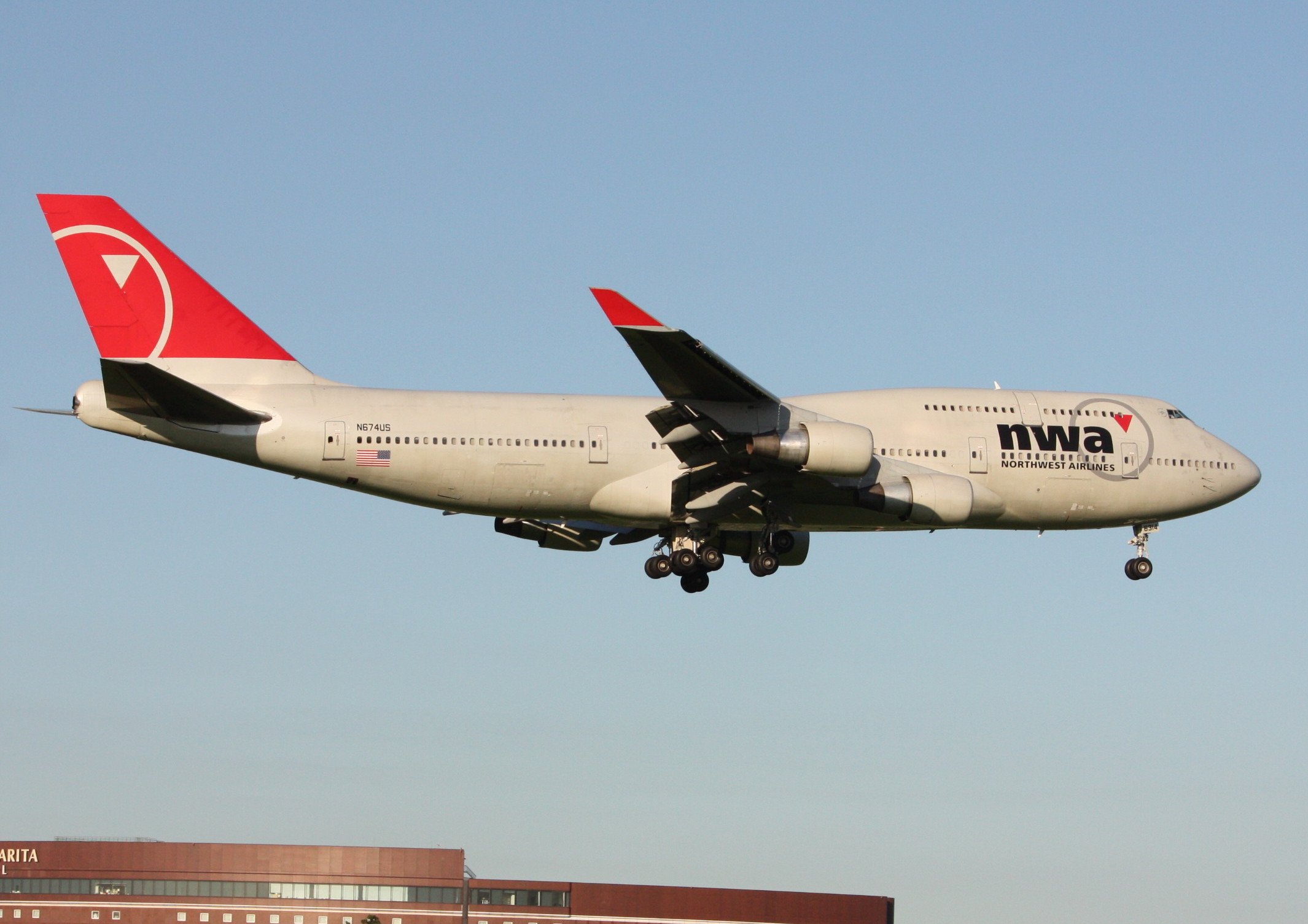
ボーイング747-400
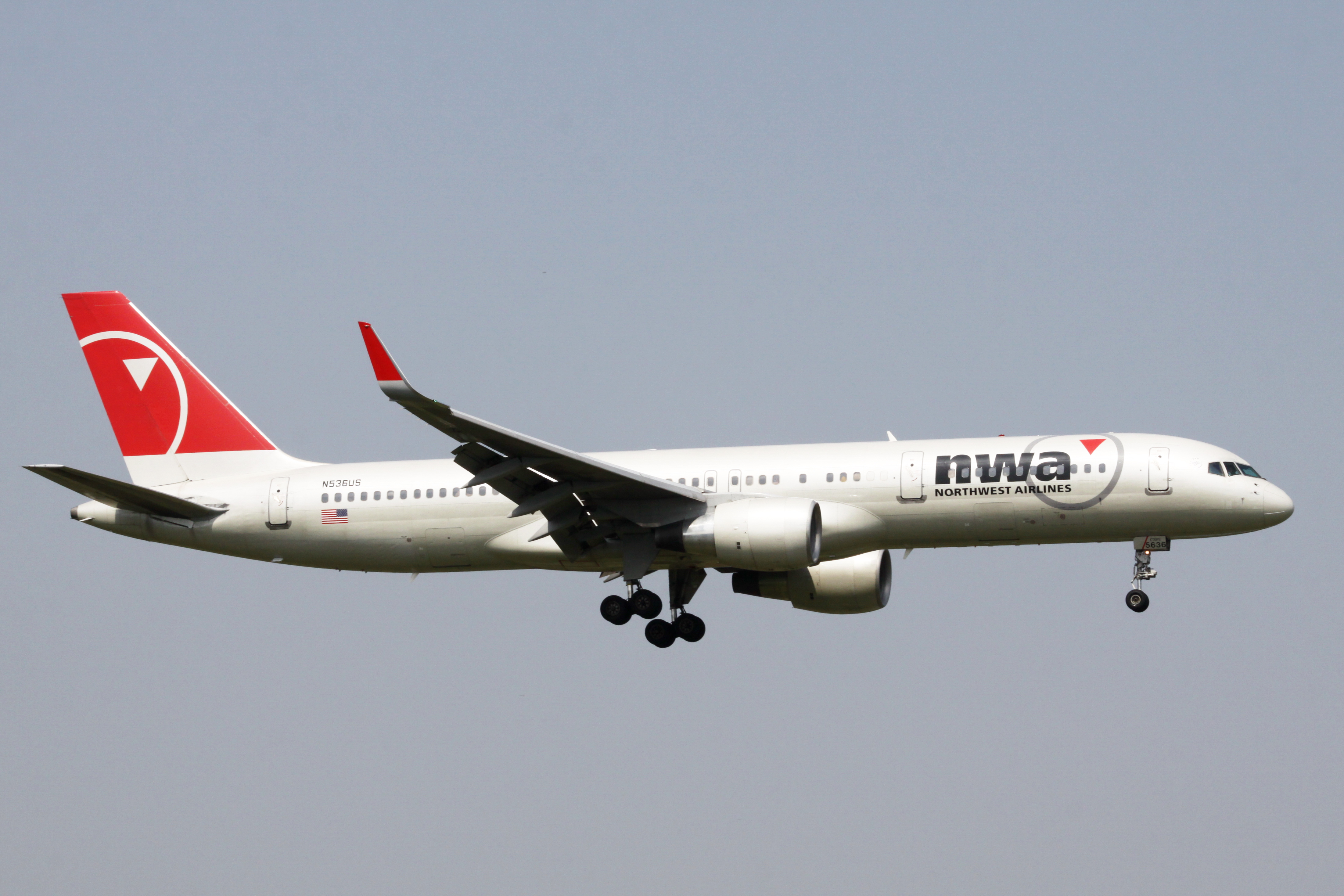
ボーイング757-200
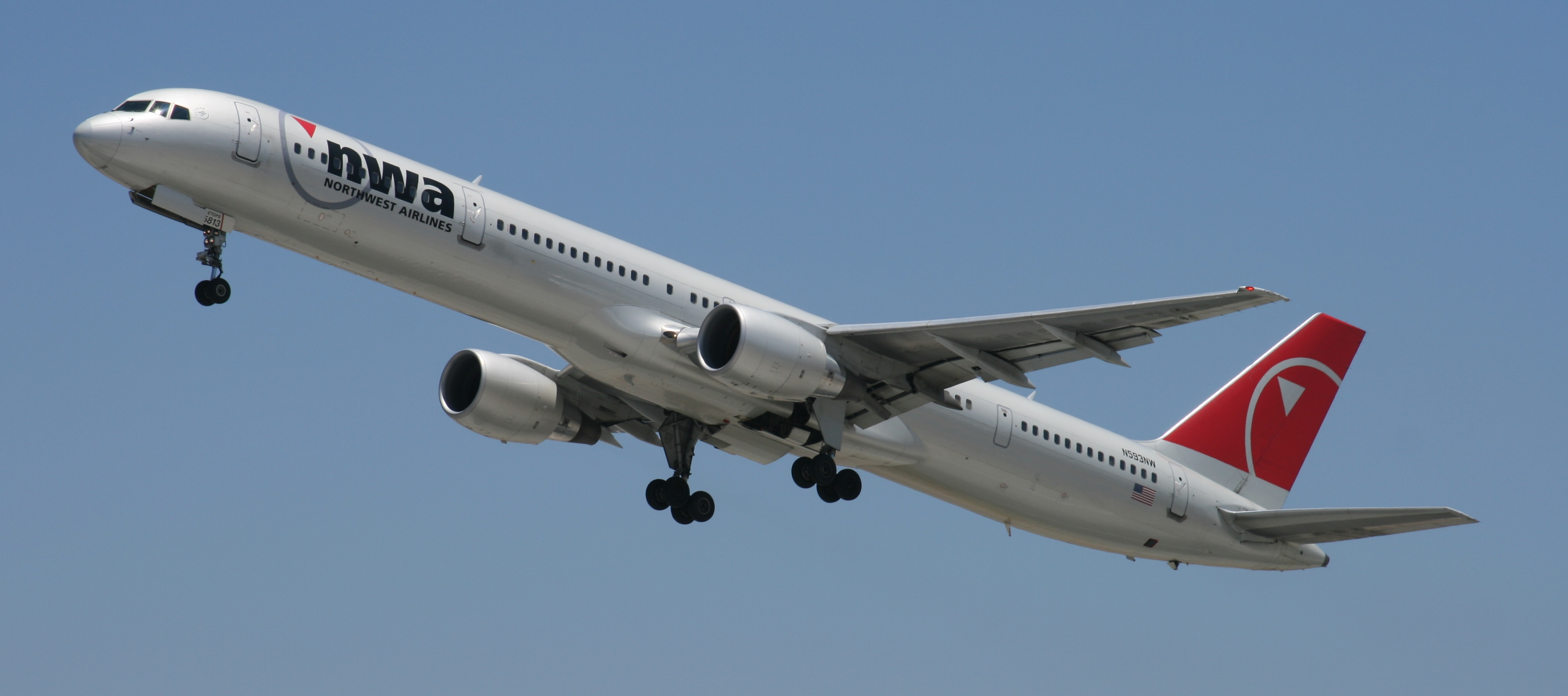
ボーイング757-300
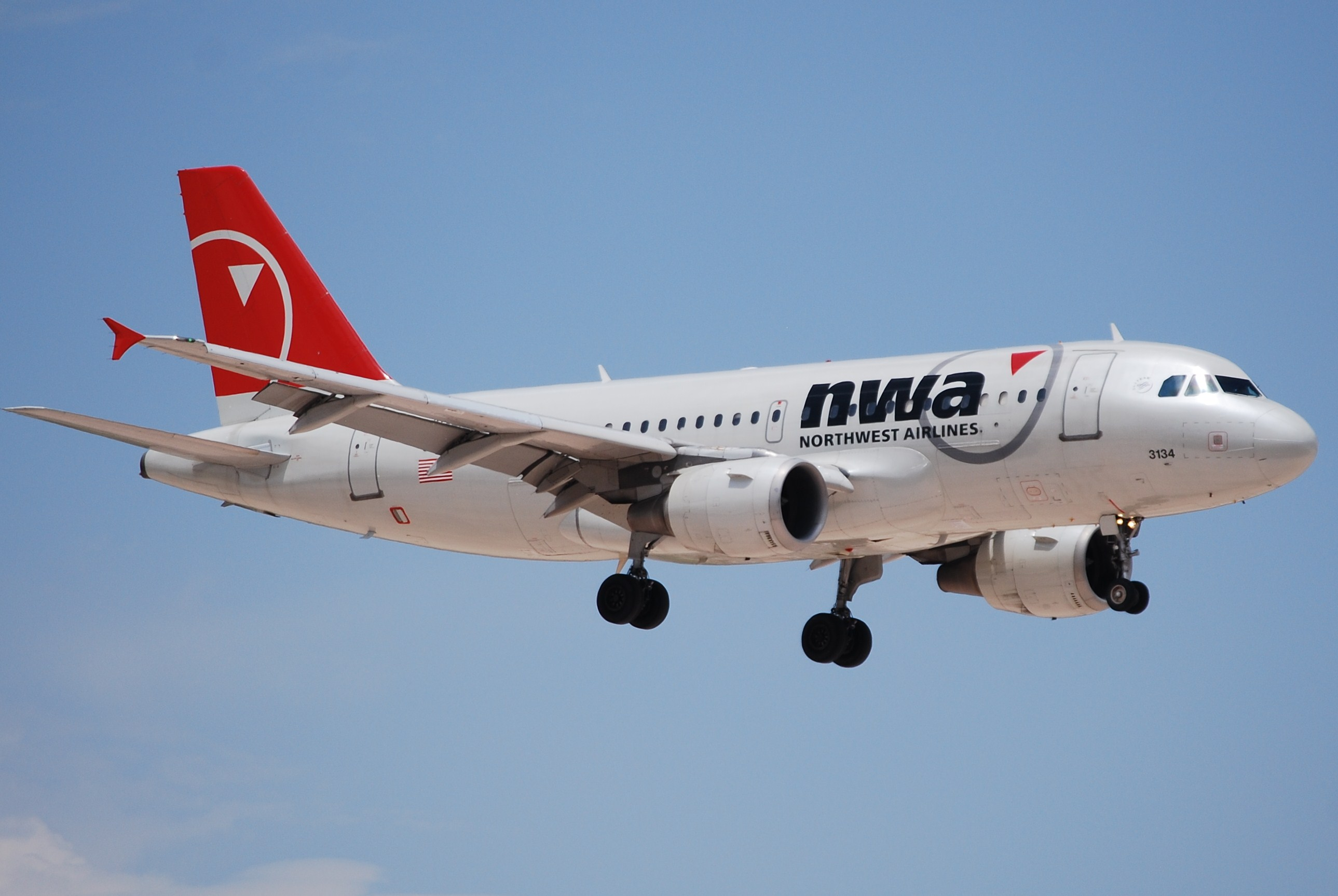
エアバスA319-100
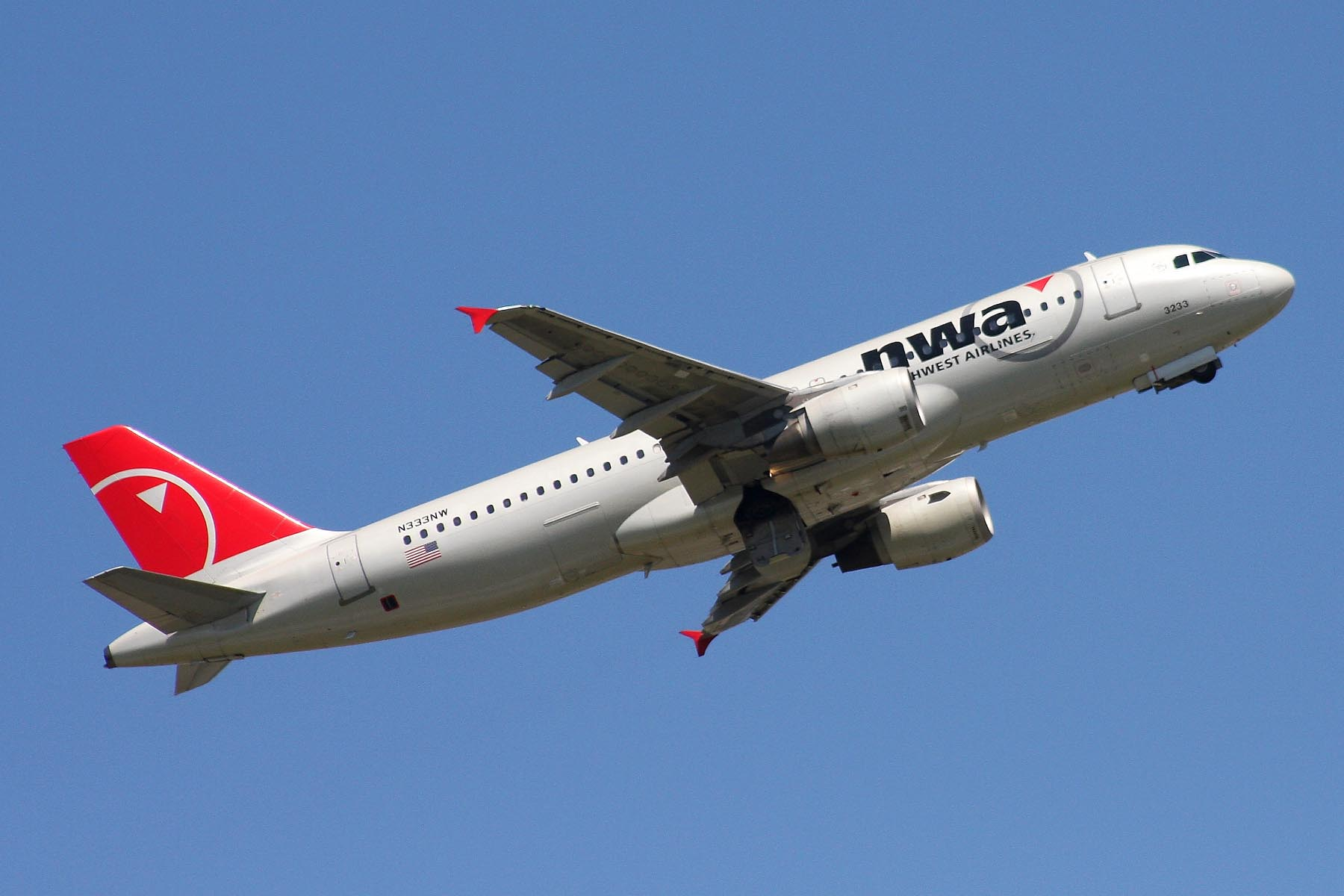
エアバスA320-200
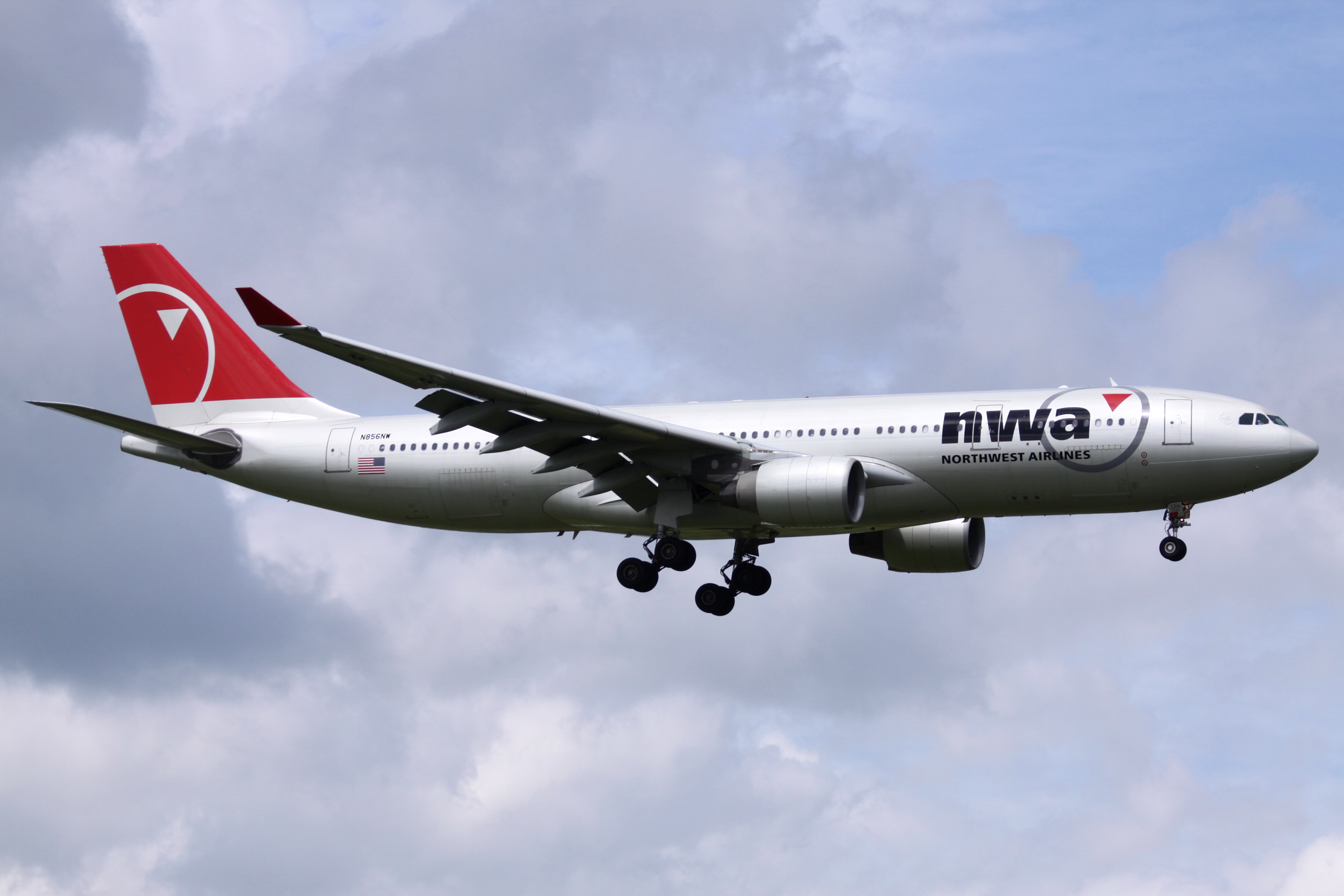
エアバスA330-200
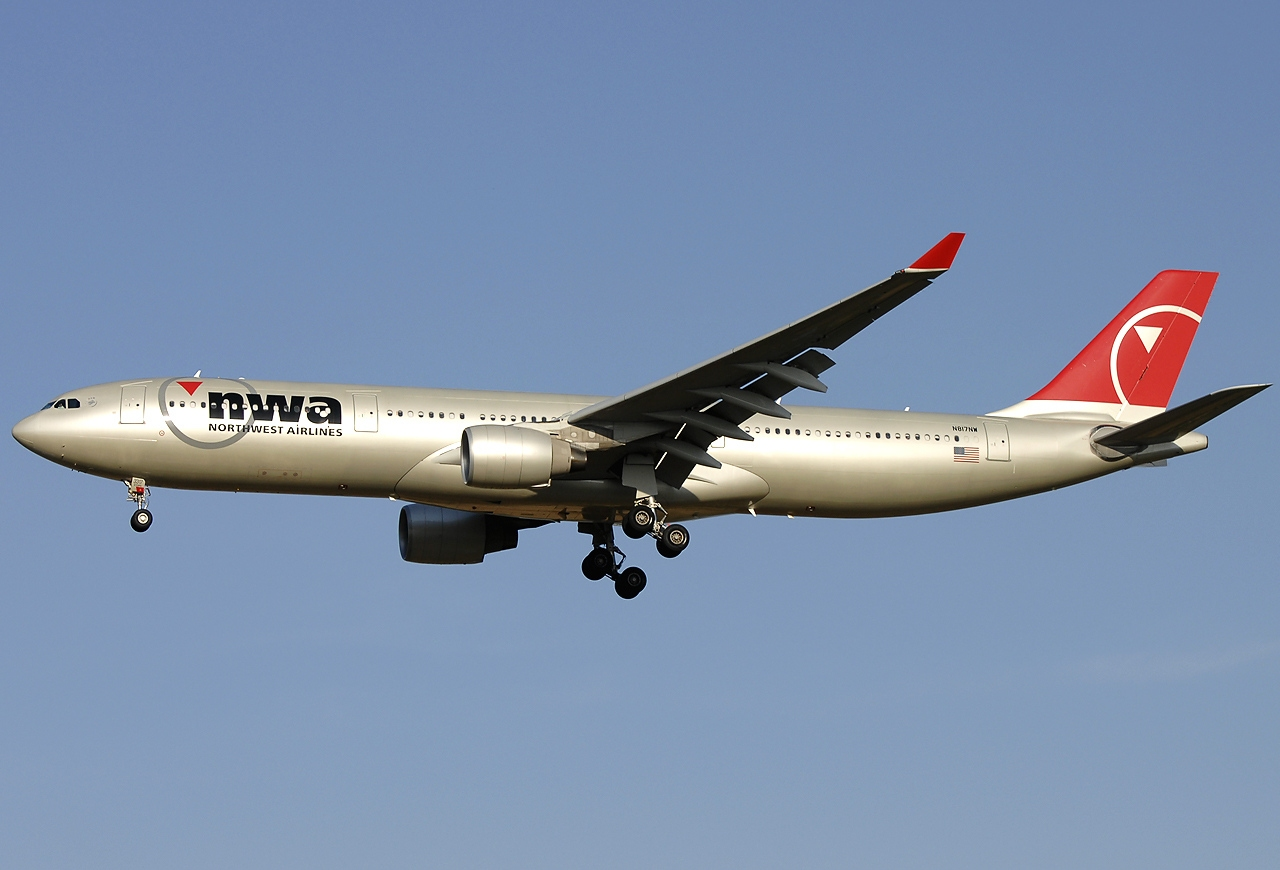
エアバスA330-300
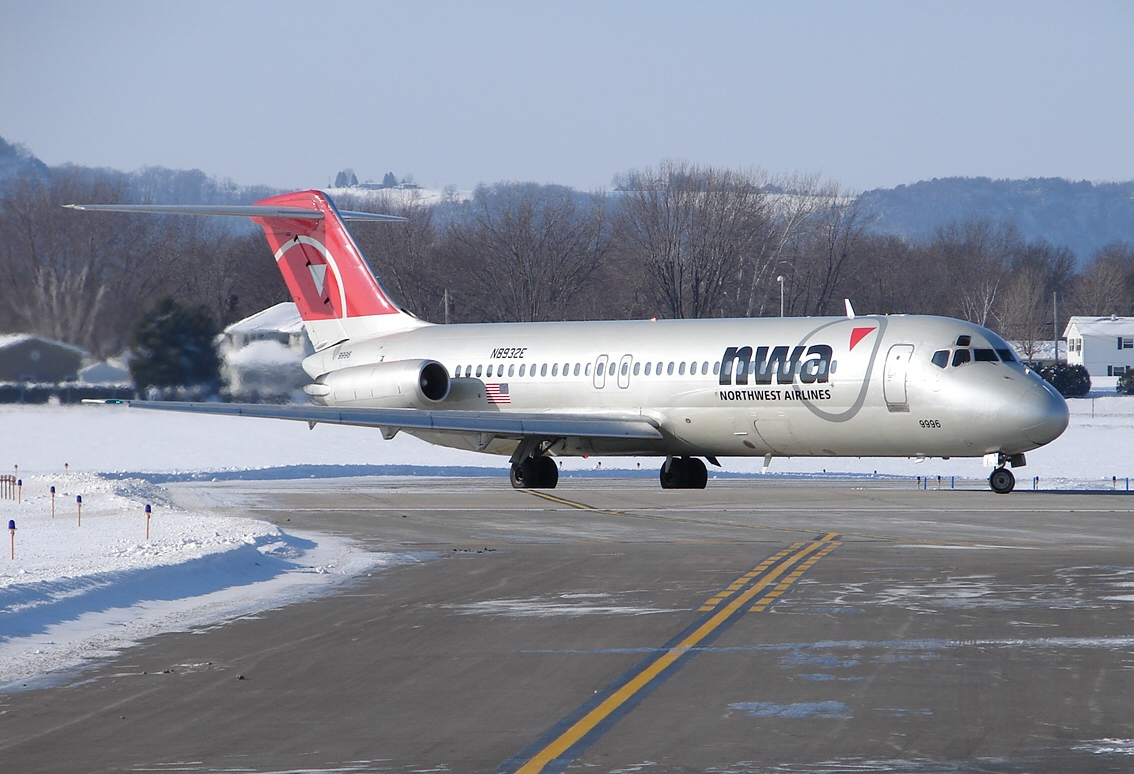
マクドネル・ダグラスDC-9-30
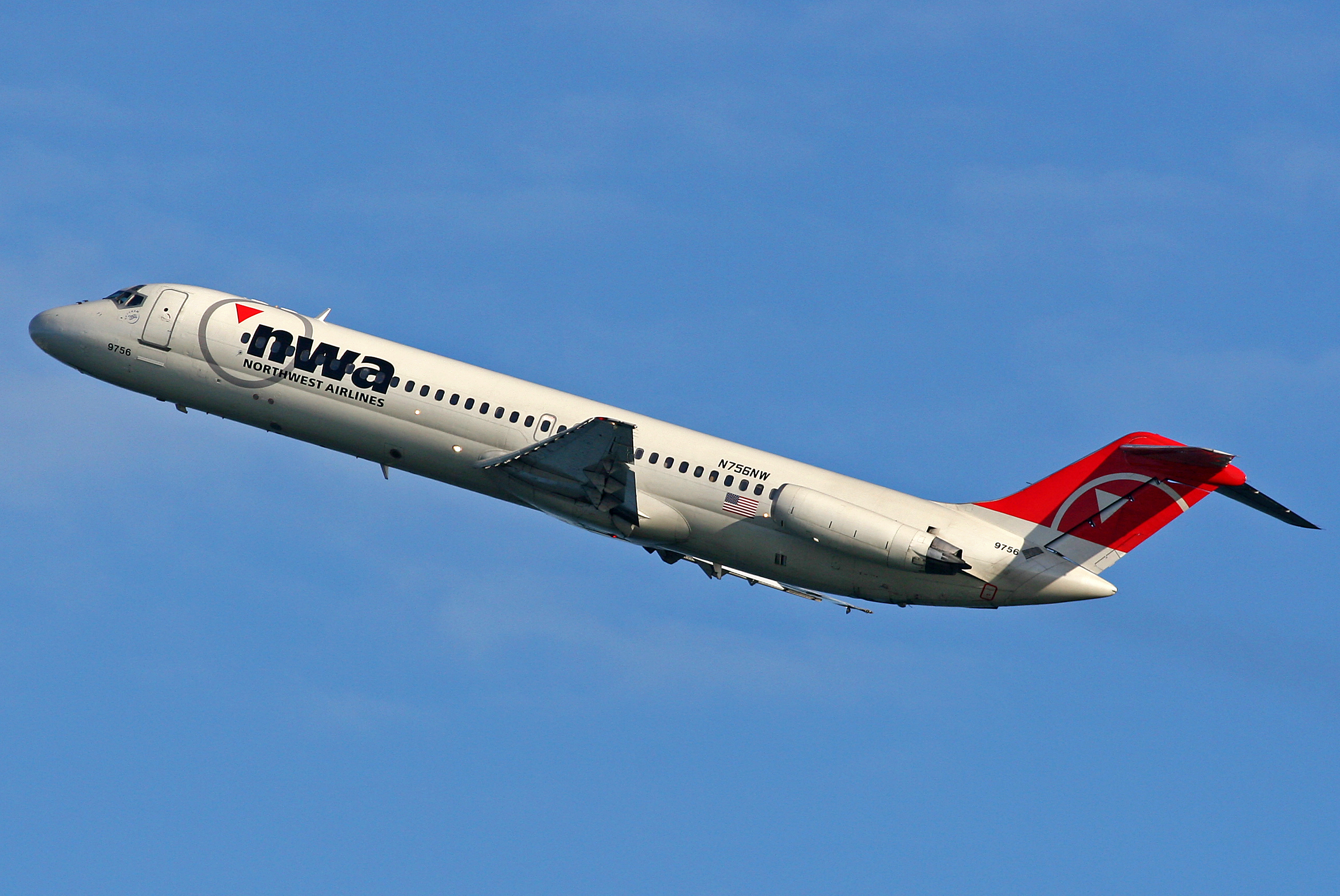
マクドネル・ダグラスDC-9-40
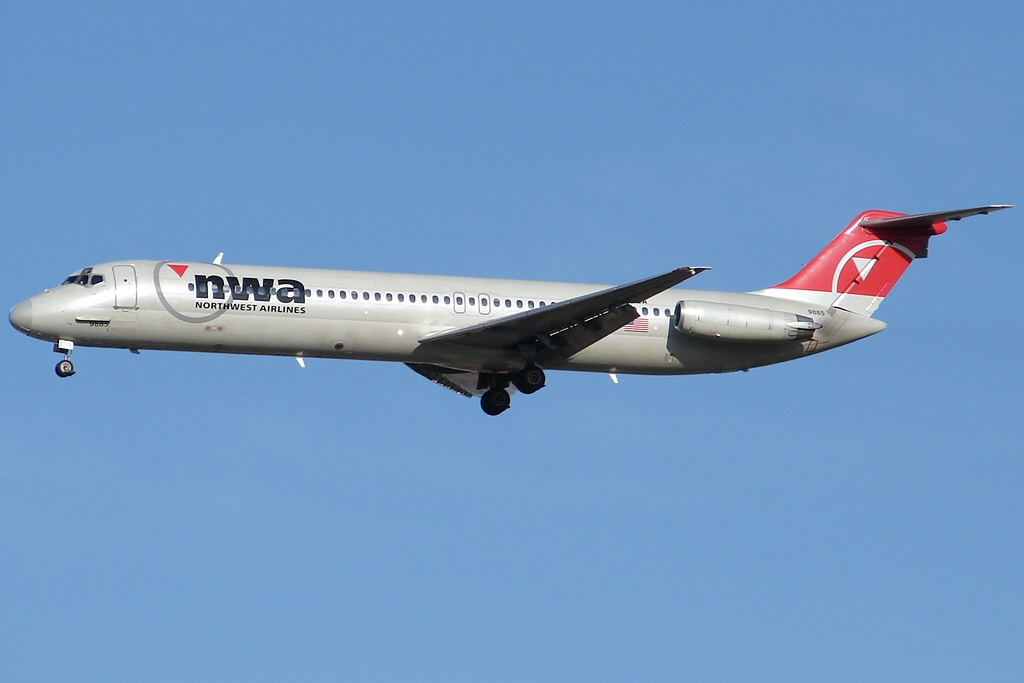
マクドネル・ダグラスDC-9-50
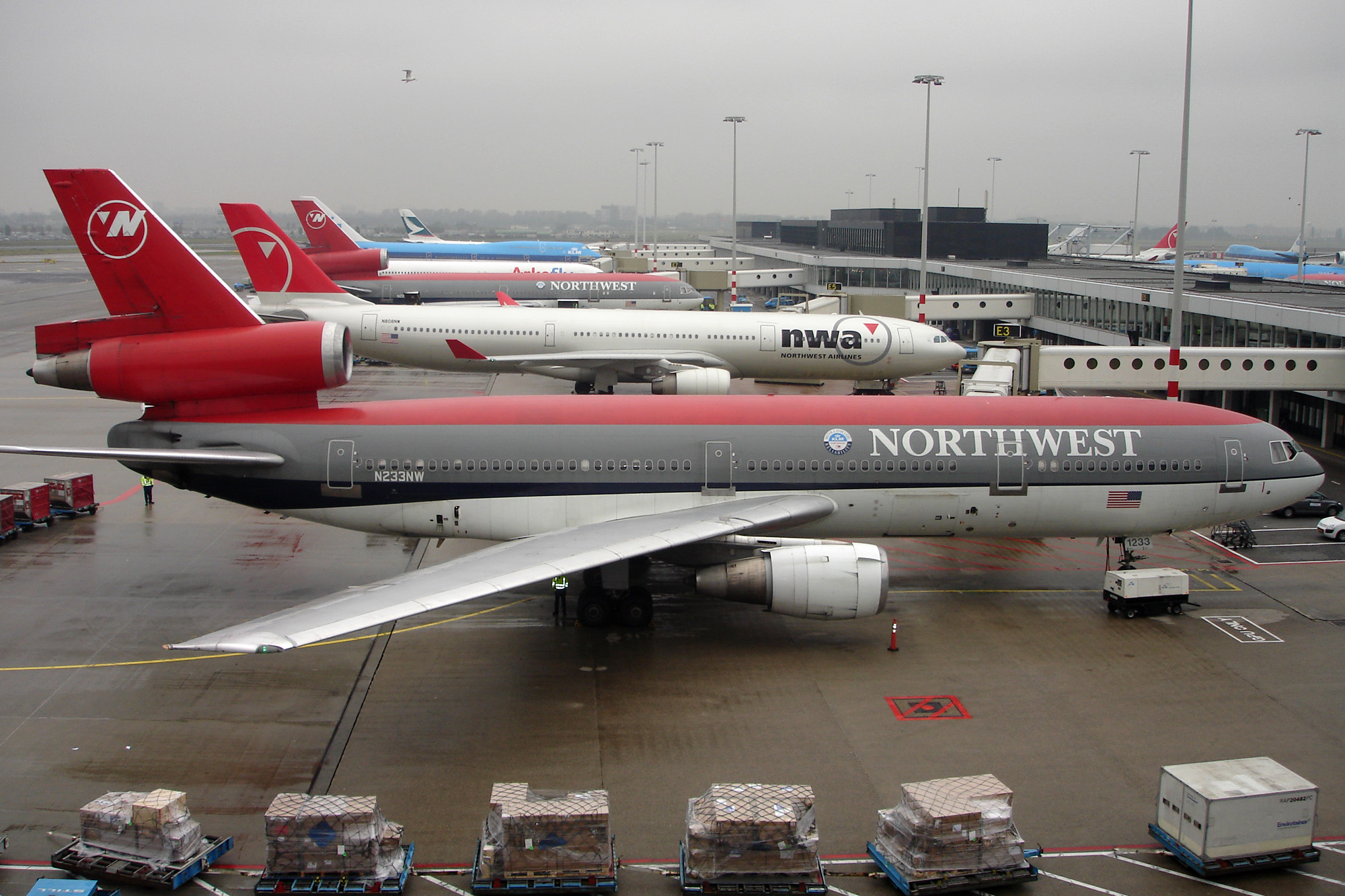
マクドネル・ダグラスDC-10
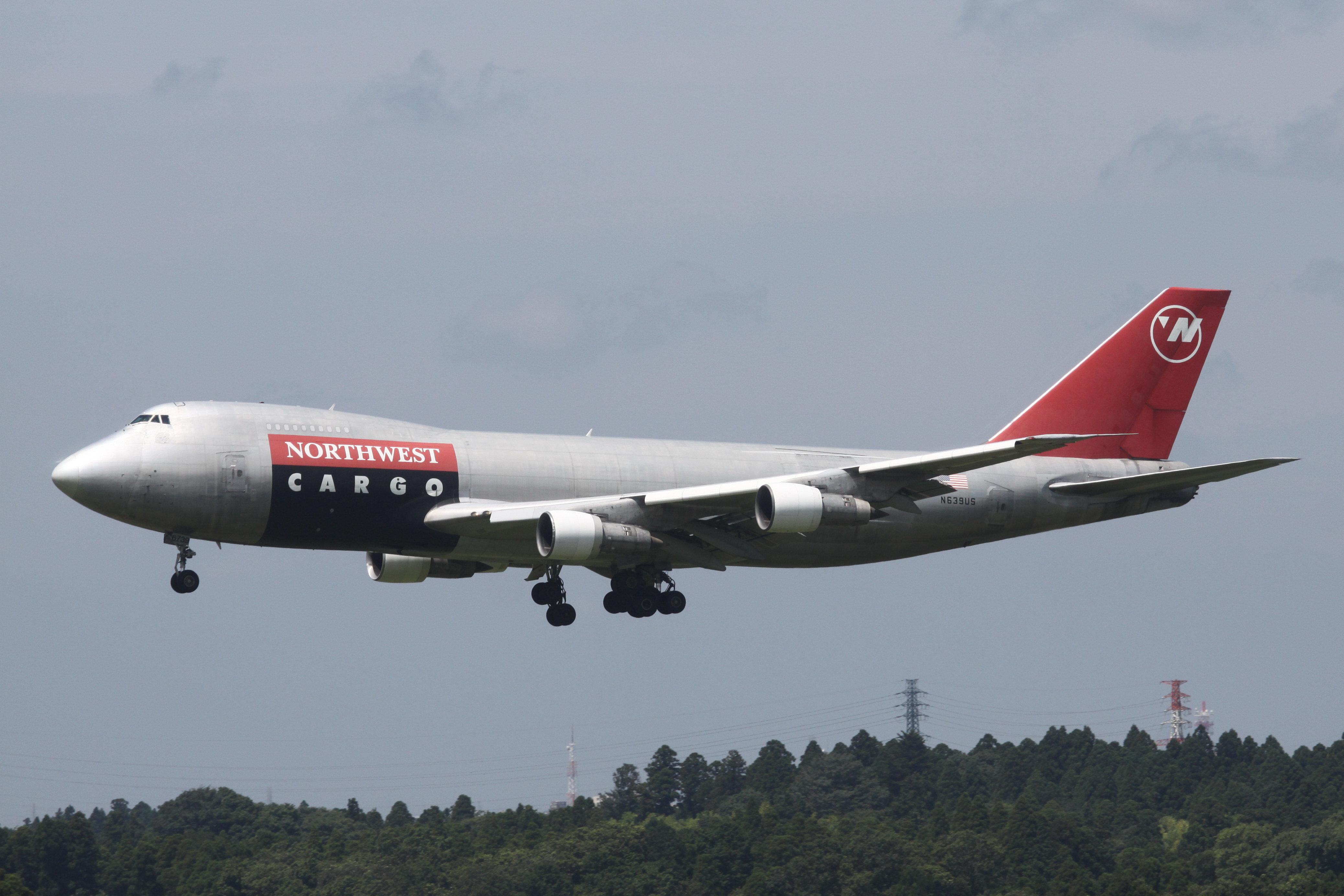
ボーイング747-200F
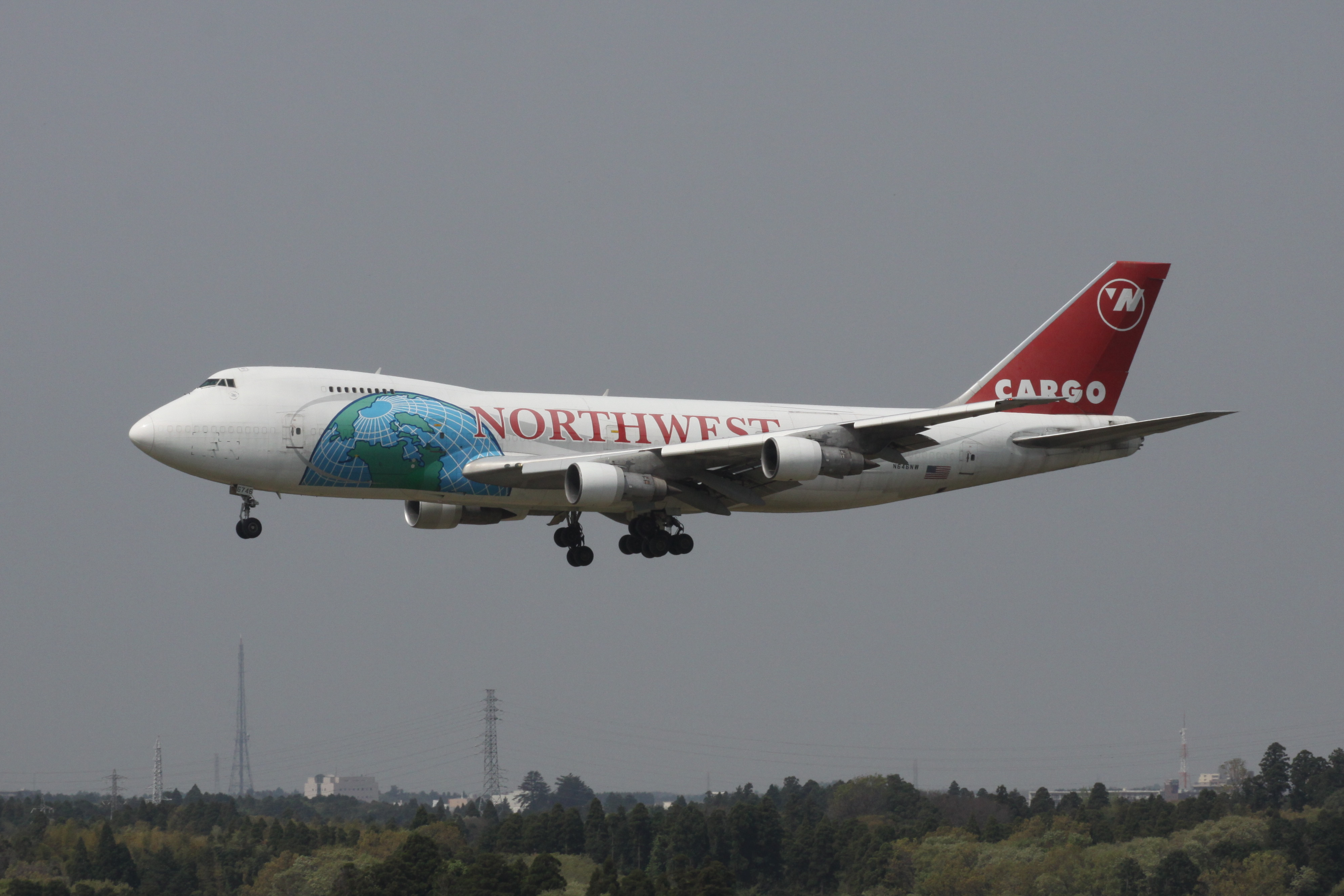
ボーイング747-200F

## サービス

### 機内サービス

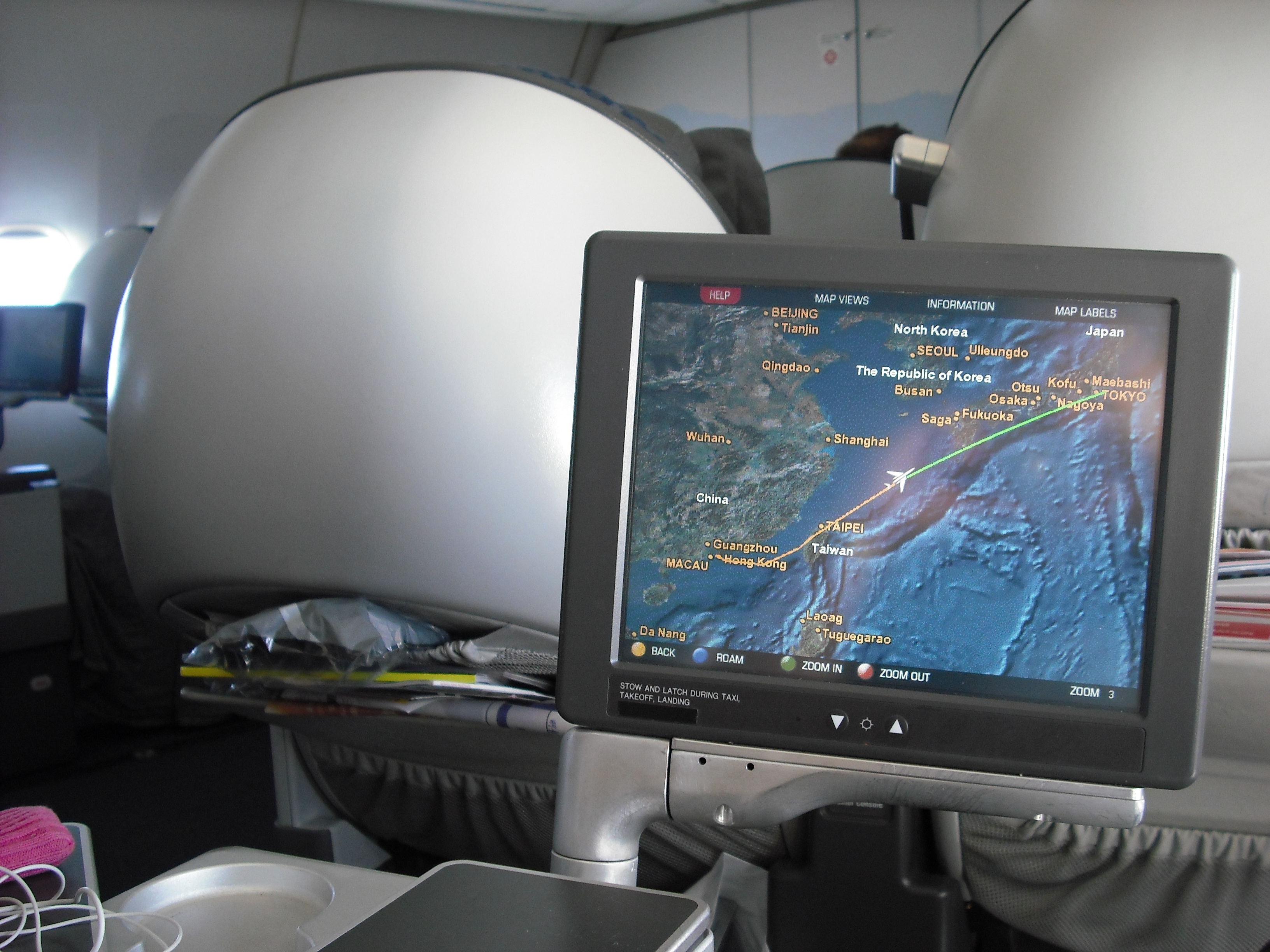
「ワールドビジネスクラス」シートと個人モニター

ノースウエスト航空、およびデルタ航空の国際線は2クラス制で、ビジネスクラスとエコノミークラスからなる。ビジネスクラスはKLMオランダ航空のビジネスクラスと同じ商品名の「ワールドビジネスクラス」と呼ばれ、ボーイング747-400機とエアバスA330機ではライフラットシートが導入されていた。
エコノミークラスではビール、ワインを除くアルコールドリンクは7USドルもしくは700円の有料サービスであり、また国内線での食事は有料サービスにて2 - 5ドルで提供、エコノミークラスでの個人モニタースクリーンはエアバスA330機で採用されていた。
機内誌は「World Traveler」がある。

### 事前座席指定
ノースウエスト航空の運航する便ではウェブサイトから事前座席指定が可能である。正規割引航空券（Y/Bクラス）を購入の場合、またはワールドパークス上級会員の場合は機内前方のセレクト・シートと呼ばれるエリアの座席を指定することもできた。
このセレクト・シート・サービスに加え、非常口列の間隔が広めの座席など特に人気の高い座席を追加料金を支払うことによって、出発24時間前より指定することができる。このサービスはコーチチョイスとよばれ、ワールドパークス上級会員およびスカイチーム上級会員は追加料金を支払うことなしに利用することができた。

## マイレージプログラム
ワールドパークス (WorldPerks) はノースウエスト航空がかつて運営していたフリークエント・フライヤー・プログラムであり、獲得したマイルにより無料航空券やアップグレード特典を提供していた（アップグレード特典は自社便とコンチネンタル/KLM運航便に限られていた）。会員はノースウエスト航空運航便はもとより、スカイチーム並びにパートナー航空会社便を利用することでその区間距離のマイルを獲得できた。また提携しているレンタカー会社・ホテル・クレジットカードなどを利用することでもマイルが獲得できる。ワールドパークスの獲得マイルには有効期限がない。また団体ツアーや格安航空券を利用しても、予約クラスに関わらず100%のマイルが加算された。

1暦年の実飛行マイルに応じて上級会員資格が付与され、2万5000マイル・5万マイル・7万5000マイルを越えるとそれぞれシルバー・ゴールド・プラチナの会員資格が付与された。上級会員には優先チェックイン・優先搭乗・アメリカ国内線自動無料アップグレードなどの特典が提供されるほか、シルバー会員は25%, ゴールド会員は100%, プラチナ会員は100%のボーナスマイルがついた。またシルバーとゴールド会員は、スカイチームエリート会員として、プラチナ会員はスカイチームエリート・プラス会員として、加盟各社からもほぼ同様の特典を受けることができた。
KLMとの取り決めにより、ワールドパークスに入会できるのは南北アメリカ・オセアニア・東アジア・東南アジア在住者に限られた。
ノースウエスト・エアーリンク(現在はデルタ・コネクション）およびスカイチーム加盟各社に加えて、以下の航空会社との間でマイレージ・プログラムの提携があった。
| - エア タヒチ ヌイ（特典利用のみ） - アラスカ航空 - ホライズン航空 - アメリカン・イーグル航空 - チャイナエアライン - 中国東方航空 - ガルフストリーム航空 - ハワイアン航空 - ジェットエアウェイズ - キングフィッシャー航空 - マレーシア航空 - ミッドウェスト航空 - ジェットスター・アジア航空（アジア地域在住会員限定、特典利用のみ） - タイ・エアアジア（アジア地域在住会員限定、特典利用のみ） - 日本エアシステム |

なお、ワールドパークスは2009年10月1日にデルタ航空のスカイマイルに統合された。

### コードシェア便
2009年9月現在、以下の航空会社との間でコードシェア便の契約を結んでいる。
| - アラスカ航空 - アメリカン・イーグル航空 - エールフランス航空 | - デルタ航空 - ガルフストリーム国際航空 - ハワイアン航空 - ホライズン航空 | - KLMオランダ航空 - KLMシティホッパー - 大韓航空 |

## 関連項目

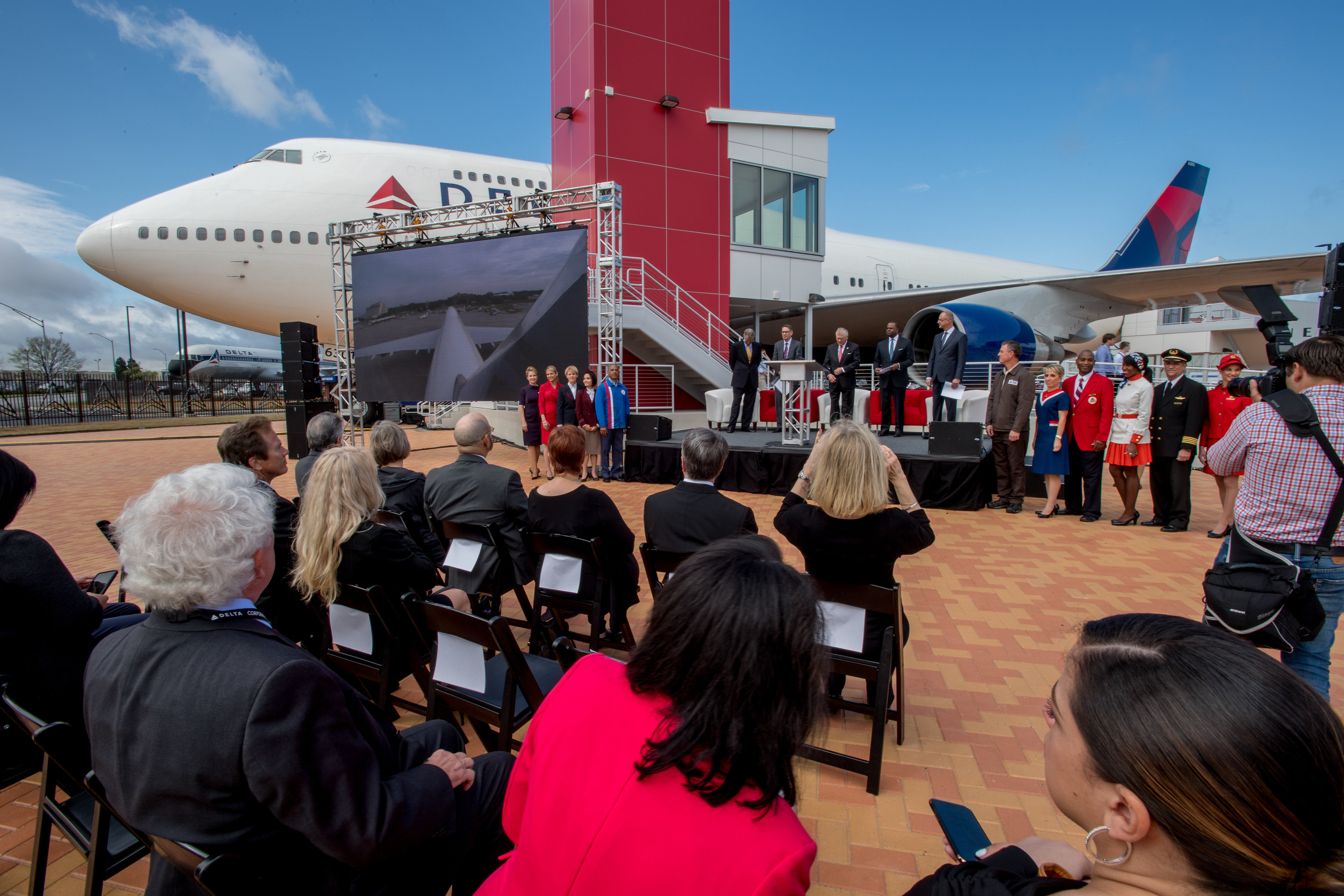
NW85便事故当該機
747-400初号機 N661US
(2017年3月28日 デルタ航空博物館)